# Selidosema picturata
Selidosema picturata là một loài bướm đêm trong họ Geometridae.